# زیردریایی کلاس-ای
زیردریایی کلاس-ای ممکن است به یکی از موارد زیر اشاره داشته باشد:
- زیردریایی کلاس-ای (ایالات متحده آمریکا)
- زیردریایی کلاس-ای (نروژ)